# Dolinka Pusta

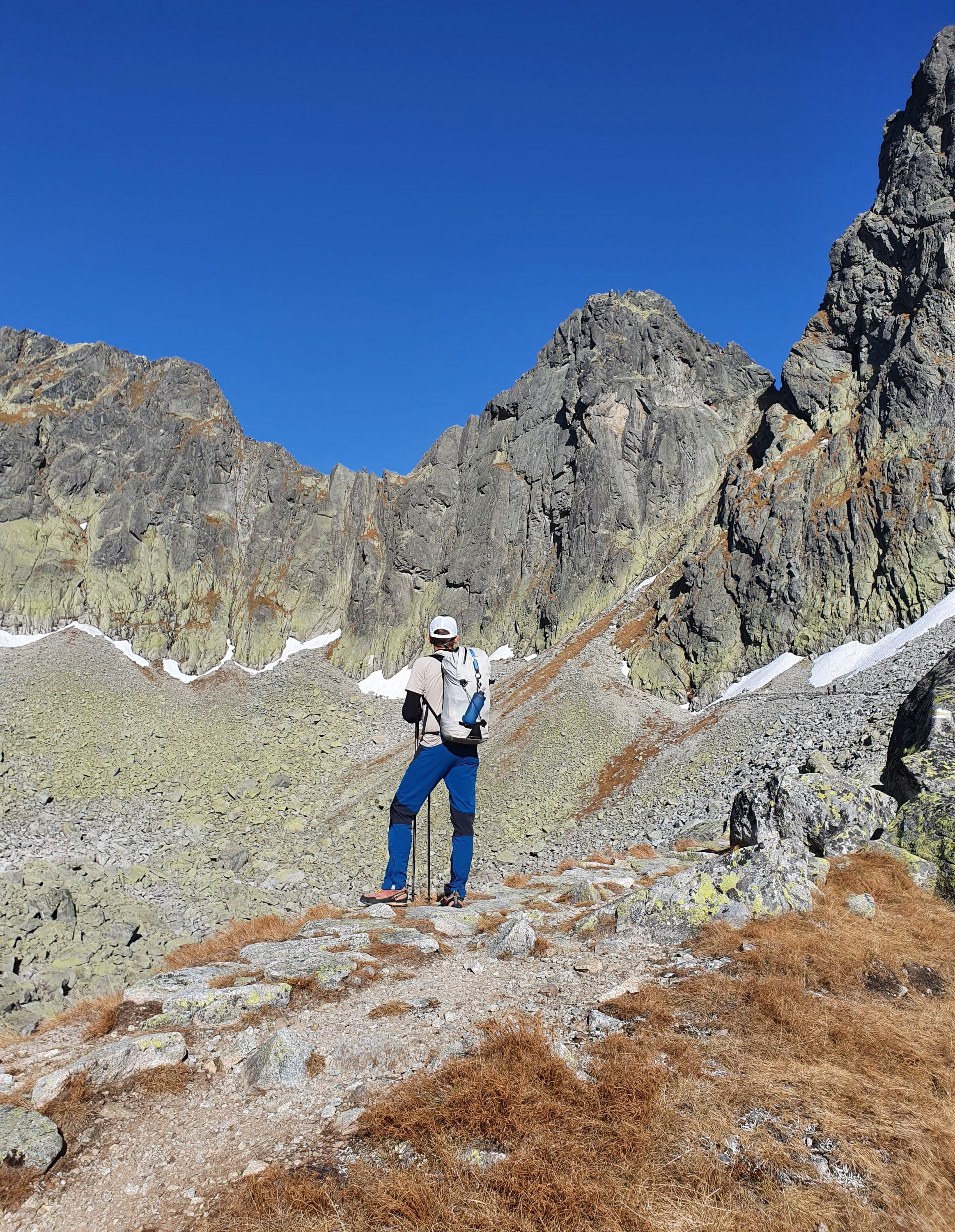
Zmarzłe Czuby, Zamarła Turnia i Dolinka Pusta

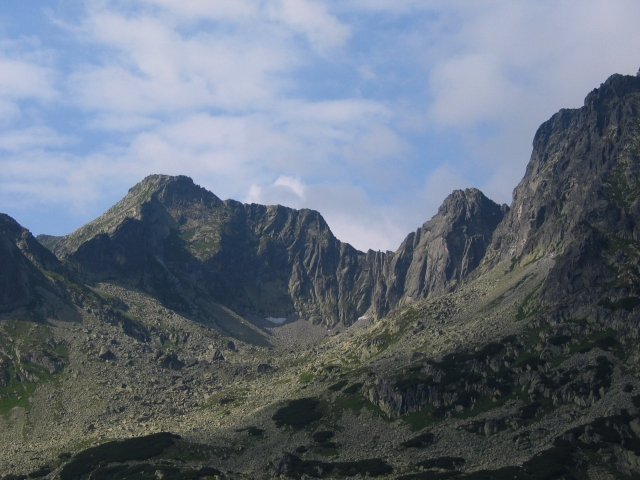
Dolinka Pusta w otoczeniu Małego Koziego Wierchu, Zmarzłej Przełęczy, Zamarłej Turni i Kozich Czub

Dolinka Pusta (słow. Pustá dolinka) – niewielka boczna dolinka zawieszona będąca odnogą Doliny Pięciu Stawów Polskich w Tatrach Wysokich. Ma powierzchnię 0,4 km² i stanowi typowy kocioł polodowcowy. Jej dno to rumowisko skalne.
Dolinkę otaczają:
- od zachodu: południowa grań Małego Koziego Wierchu do Kołowej Czuby (oddziela ją od Dolinki pod Kołem),
- odcinek wschodniej grani Świnicy z Małym Kozim Wierchem, Zmarzłymi Czubami, Zamarłą Turnią (opadającą do dolinki swą południową ścianą) i Kozimi Czubami,
- od wschodu: niska skalna grzęda odchodząca od Kozich Czub
- od południa Pusta Dolinka podcięta jest progiem o wysokości kilkudziesięciu metrów[2][3].

## Szlaki turystyczne
szlak na Kozią Przełęcz, umożliwiający dotarcie do Orlej Perci, a następnie zejście do Doliny Gąsienicowej. Szlak jest wyposażony w znaczną liczbę łańcuchów i klamer, zawiera odcinki pionowej wspinaczki, szczególnie w górnej części. Czas przejścia od szlaku niebieskiego w Dolinie Pięciu Stawów na Kozią Przełęcz: 1:20 h, ↓ 1 h.